# トゥカペル
トゥカペル（スペイン語: Tucapel）は、チリ共和国・ビオビオ州ビオビオ県にある都市、基礎自治体(Commune)である。人口は14134人。首都はウエパイル。

## ギャラリー

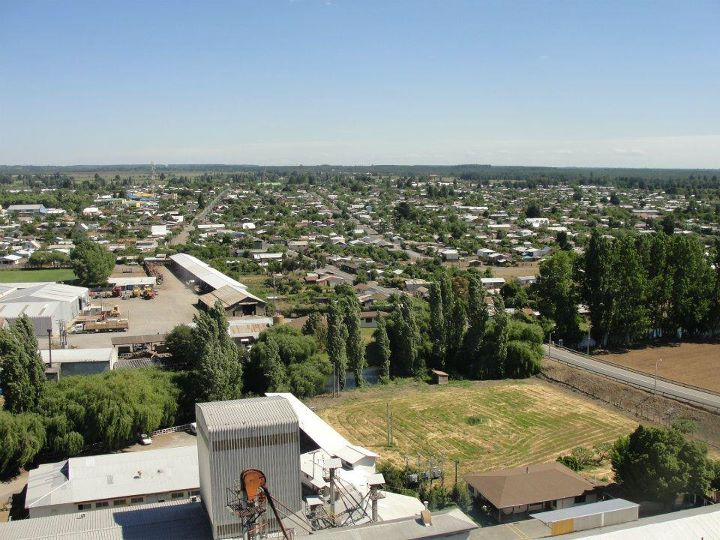
ウエパイル。
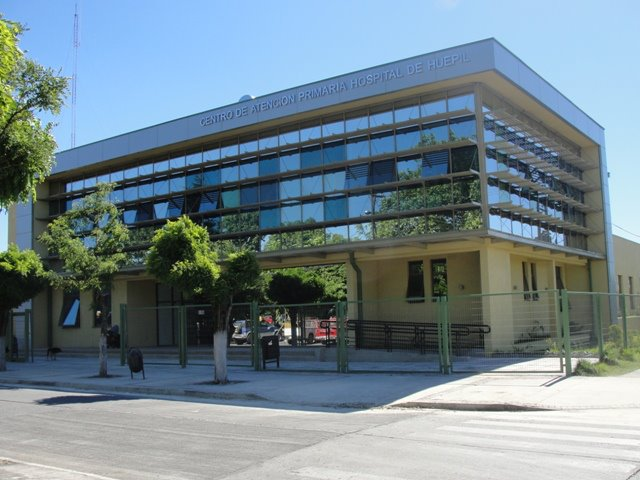
病院